# Walter Guggenberger
Walter Guggenberger (* 23. August 1947 in Landeck) ist ein österreichischer Beamter und Politiker (SPÖ). Guggenberger war von 1983 bis 1999 Abgeordneter zum Österreichischen Nationalrat.

## Leben
Guggenberger besuchte von 1953 bis 1957 die Volksschule und wechselte danach an das Bundesrealgymnasium Landeck, an dem er 1966 die Matura ablegte. Guggenberger studierte im Anschluss Rechtswissenschaften an der Universität Innsbruck und schloss sein Studium 1972 mit dem akademischen Grad Mag. iur. ab. Er absolvierte 1973 sein Gerichtsjahr und ist seit 1974 am Landesinvalidenamt Tirols tätig, das er seit 1986 leitet. 1994 wurde er zum Hofrat ernannt. 
Guggenberger ist seit 1980 Gemeinderat in Landeck und gehörte zwischen dem 1. Dezember 1983 und dem 20. April 1999 dem Nationalrat an. Danach war Guggenberger vom 30. März 1999 bis zum 20. Oktober 2003 Abgeordneter zum Tiroler Landtag und Klubobmann des Landtagsklubs der SPÖ Tirol. Ab 1995 war Guggenberger zudem Mitglied des Landesparteivorstandes der SPÖ Tirol. 1992 gründete er mit Andreas Hörtnagl und Andreas Maislinger den Verein Gedenkdienst.

## Auszeichnungen
- 1992: Großes Silbernes Ehrenzeichen für Verdienste um die Republik Österreich[2]
- 1999: Großes Goldenes Ehrenzeichen für Verdienste um die Republik Österreich[2]
- 2005: Ehrenzeichen des Landes Tirol
- 2012: Otto-Bauer-Plakette